# (37638) 1993 VB
(37638) 1993 VB est un astéroïde géocroiseur de la famille des Apollons. Il fut découvert par Robert H. McNaught à l'observatoire de Siding Spring situé près de Coonabarabran en Australie, le 6 novembre 1993.  Il est classé comme objet potentiellement dangereux.